# Натали, Джованни Баттиста
Джованни Баттиста Натали, также Иоаннес Баптиста Натали или Джованни Баттиста Натали Третий (итал. Giovanni Battista Natali, Ioannes Baptista Natali; 14 октября 1698, Понтремоли, Тоскана — 1768, Пьяченца, Эмилия-Романья) — рисовальщик, живописец, театральный декоратор и архитектор периода позднего барокко. Работал в Пьяченце, Савоне, Лукке, Неаполе и Генуе.

## Род (или однофамильцы?) Натали
Большая семья художников Натали, возможно, происходит из Кремоны (Ломбардия). Родоначальником художественной семьи считается Джамбаттиста Джакомо, родившийся в Кремоне 22 марта 1563 года в приходе Сан-Сеполькро, сын Натали Гуардолино, торговца хлопком (имя матери остаётся неизвестным). Известно, что некий Джованни Баттиста Натали в 1621—1622 годах возводил неф Собора Святого Петра в Болонье.
Итальянский писатель, журналист и историк Филиппо Де Бони называл четырёх художников, полных тёзок под именем Джованни Баттиста Натали:
- Дж. Б. Натали (ок. 1630, Болонья — ок. 1700, Кремона), сын Карло Натали (иль Гуардолино) и ученик Пьетро да Кортона в Риме, вернулся на работу в Кремону, работал в ряде церквей. У него было много учеников. Его работы включают большую декоративную картину, украшенную архитектурными мотивами в церкви Предикаторов. Джованни Баттиста был отцом Джузеппе Натали (1652—1725).

- Дж. Б. Натали, сын Франческо Натали (ок. 1654) из Казальмаджоре (Ломбардия), был художником короля Сицилии Карла III.

- Дж. Б. Натали — ксилограф (гравёр по дереву), ученик Лодовико Карраччи.

- Дж. Б. Натали, сын Джузеппе Натали, брат Франческо, рисовальщик и гравёр работал при саксонском дворе в Дрездене. Джузеппе Натали (1652, Казальмаджоре, Ломбардия — 1722) стал известным живописцем-квадратуристом (мастером иллюзорных росписей в архитектуре). Ранее Джузеппе приписывали рисунки и гравюры, хранящиеся в Уффици, которые на самом деле принадлежат одноимённому Джован Баттисте Натали, известному как Иль Фальцетта (il Falzetta), болонскому архитектору, работавшему в первой половине XVII века[3].

Братья Джузеппе, Франческо, Лоренцо и Пьетро, стали помощниками в его собственной мастерской. У него были сын и племянник по имени Джованни Баттиста Натали, оба художники.
Кроме названных известны и другие художники по фамилии Натали:
- Дж. Б. Натали, также ученик Лодовико Карраччи, скульптор, резчик по дереву и архитектор.

- Натали, Джованни Баттиста по прозванию «Натали Второй» работал в первой половине XVIII века. Он был сыном Джузеппе Натали. В 1730 году служил живописцем при дворе курфюрста Кёльна.

## Творчество Джованни Баттисты Натали Третьего
Натали, Джованни Баттиста Третий, по прозванию Пьячентино (14 октября 1698, Понтремоли — 1768, Пьяченца, Эмилия-Романья) был сыном Франческо Натали, племянником Джузеппе и внучатым племянником Карло. Живописец, мастер фрески, гравёр, театральный декоратор. Писал пейзажи, архитектурные виды и картины на религиозные сюжеты. Успешно работал при различных итальянских дворах. Из Понтремоли он переехал в Парму, город, где он был очень активен и где он создал множество картин, высоко оценённых герцогиней Элизабеттой Фарнезе. В 1728 году он также работал художником-декоратором в Teatro Regio в городе вместе с Пьетро Риджини.
Затем он переехал в Пьяченцу, где интенсивно работал с 1730 по 1733 год. В 1734 году он отправился в Неаполь к королю Карлу Бурбонскому, где создал множество картин и участвовал в украшении Королевского дворца. Он был учеником и помощником Себастьяно Галеотти при дворе короля Неаполя, писал фрески и алтарные картины в церквях Неаполя и Понтремоли. В 1735 году он прибыл в Геную, где вместе с художником из Реджио Джованни Баттиста Фашетти создал сцены для представления Демофонте в Театре дель Фальконе в Генуе. Он также награвировал сорок пять видов античных руин Поццуоли и Байи.
Ряд гравюр с видами античных руин подписан: Joan. Baptista Natali del. & Joan. Volpato, scul. Venetiis. Это доказывает, что Джованни Баттиста Натали III (Пьячентино) также был известен под именем Джоан или Ioannes Baptista Natali — латинизированное имя, дополнительно подтвержденное источниками из Библиотеки Конгресса (LOC), США и Немецкого археологического института (DAI).
В Метрополитен-музее в Нью-Йорке хранится коллекция рисунков итальянского художника Джованни Баттиста Натали Третьего (1698, Понтремоли, Тоскана — 1765, Неаполь). Как ни странно, то же место и дата рождения, но другое место смерти, как у названного художника выше. Такая неоднозначность требует дальнейших исследований.

## Галерея

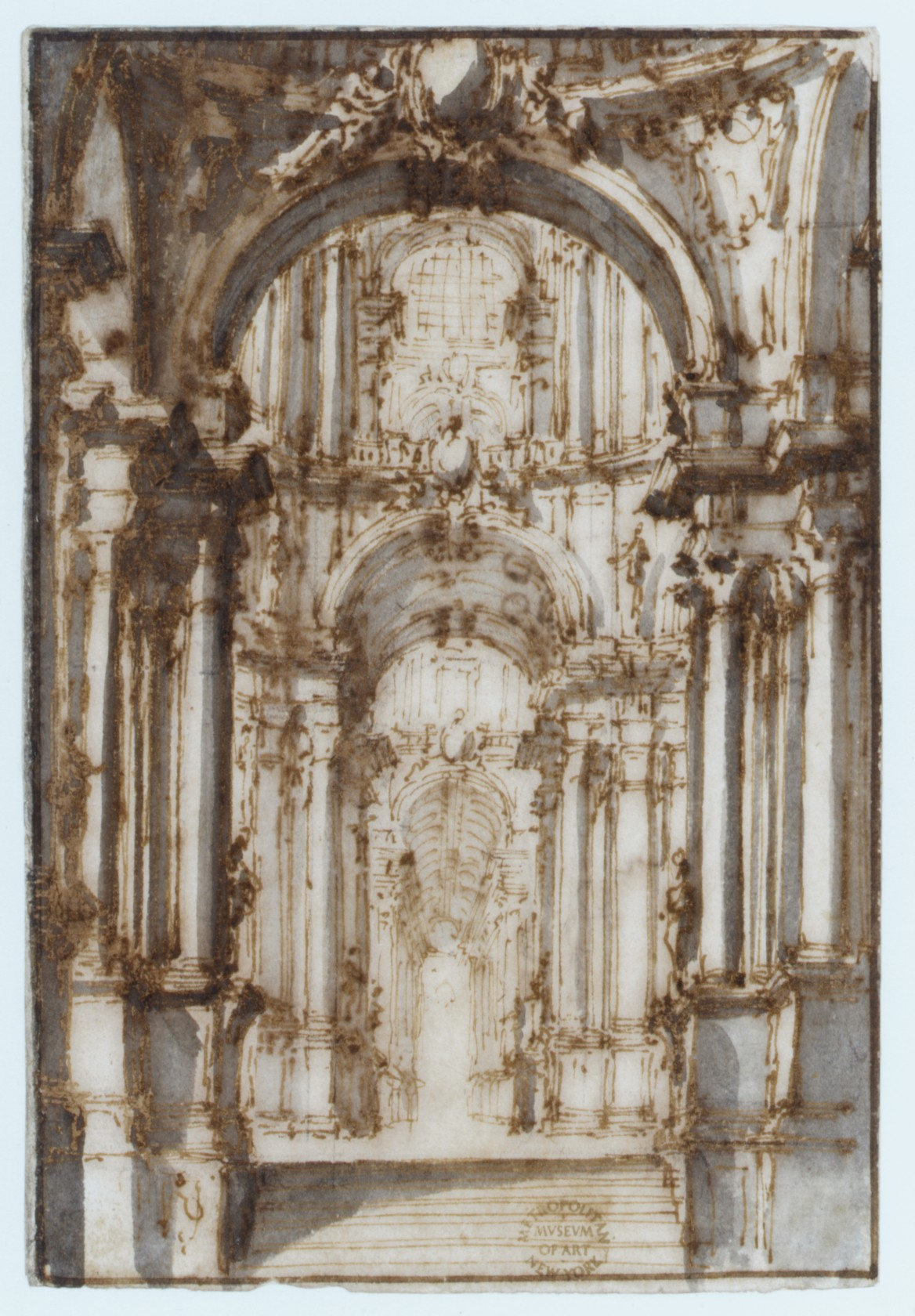
Проект театральной сцены. Между 1698 и 1765. Бумага, кисть, перо, тушь, коричневые чернила. Метрополитен-музей, Нью-Йорк
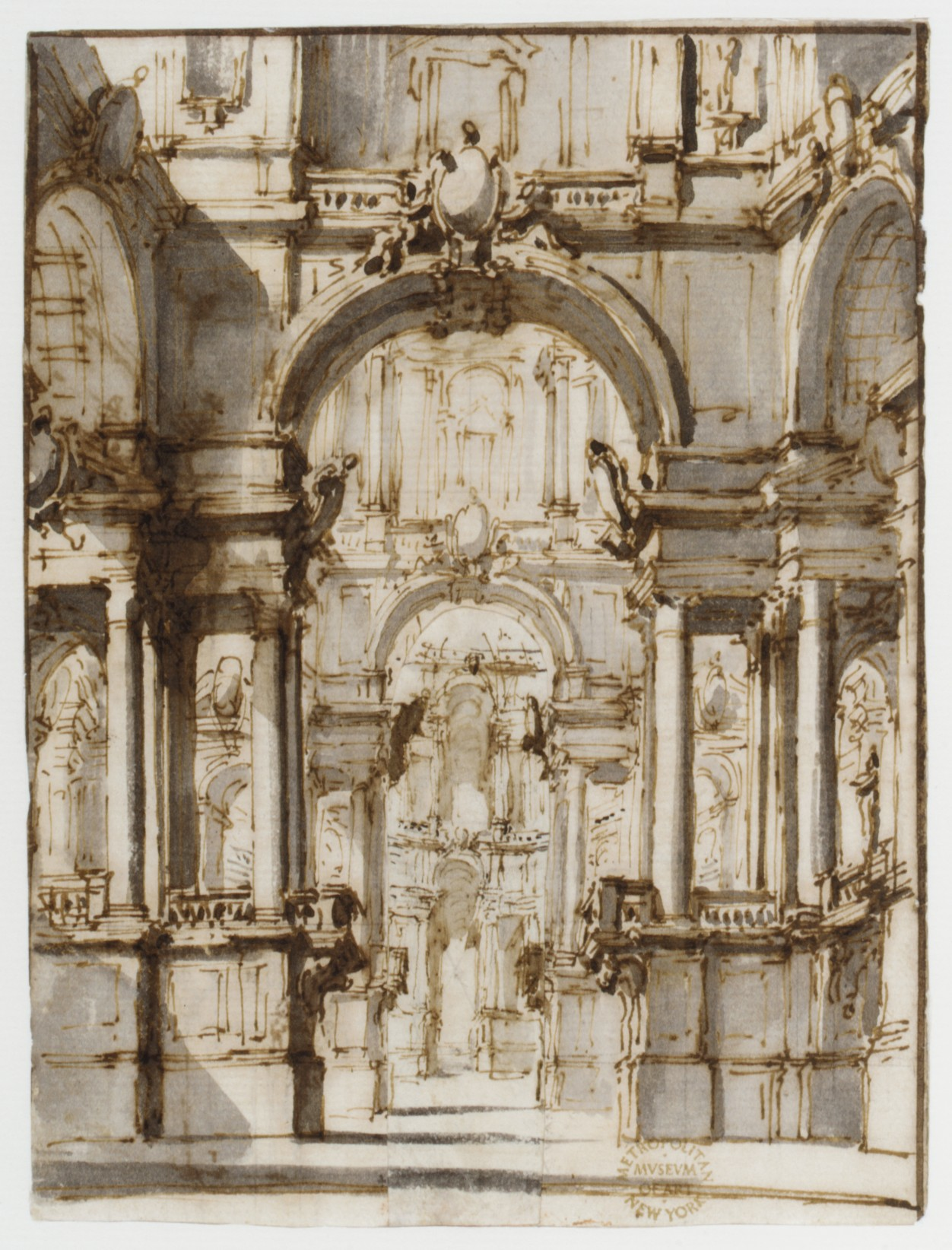
Проект театральной сцены. Между 1698 и 1765. Бумага, кисть, перо, тушь, коричневые чернила. Метрополитен-музей, Нью-Йорк
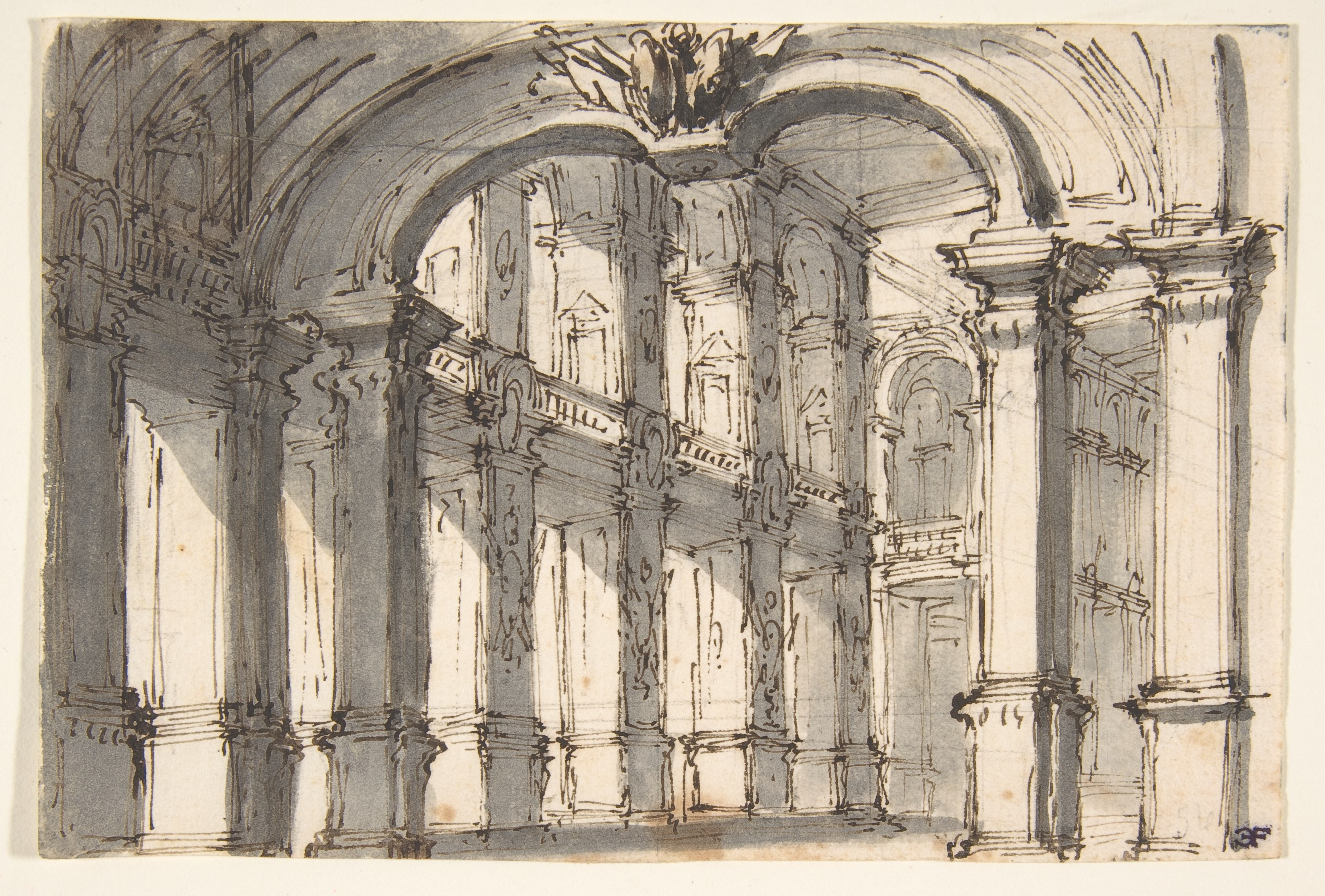
Проект театральной сцены. Между 1698 и 1765. Бумага, кисть, перо, тушь, коричневые чернила. Метрополитен-музей, Нью-Йорк
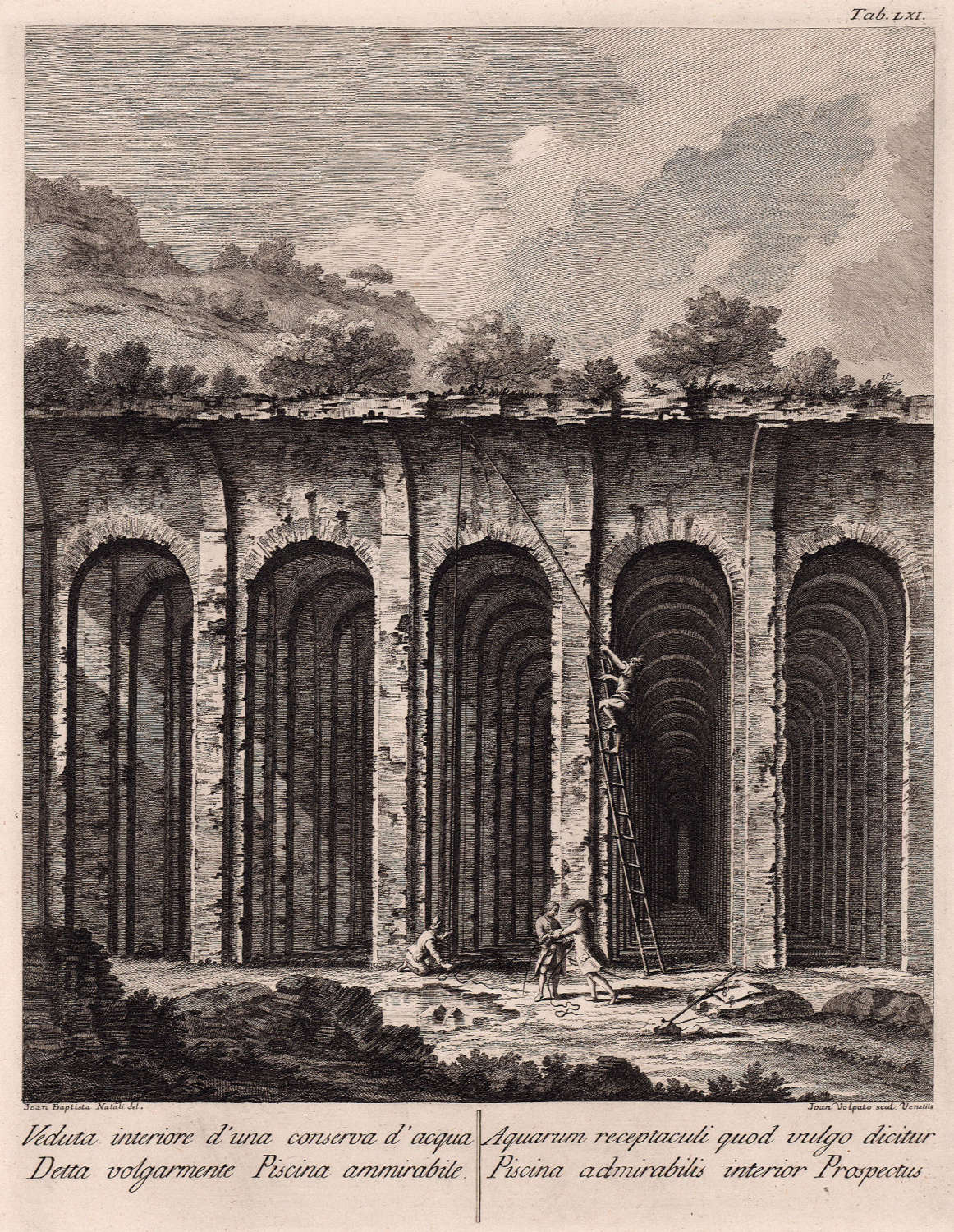
Вид «Замечательного бассейна» (Piscina Mirabilis), римской цистерны в Баколи (Италия). 1768. Офорт
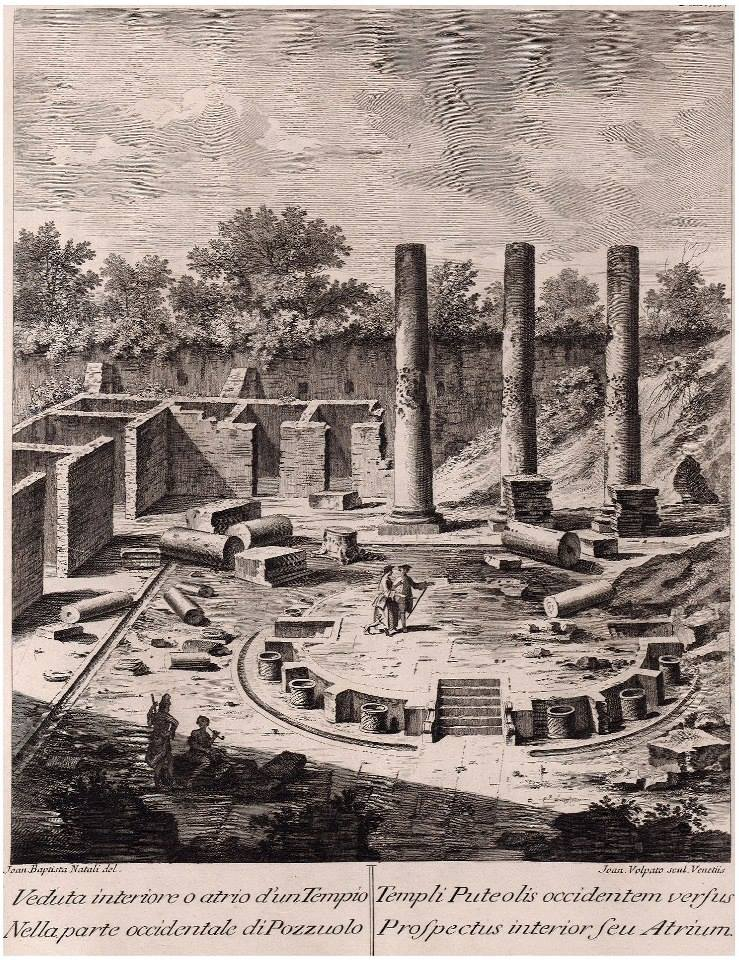
Вид раскопок руин атриума храма в Поццуоли близ Неаполя. 1768. Офорт
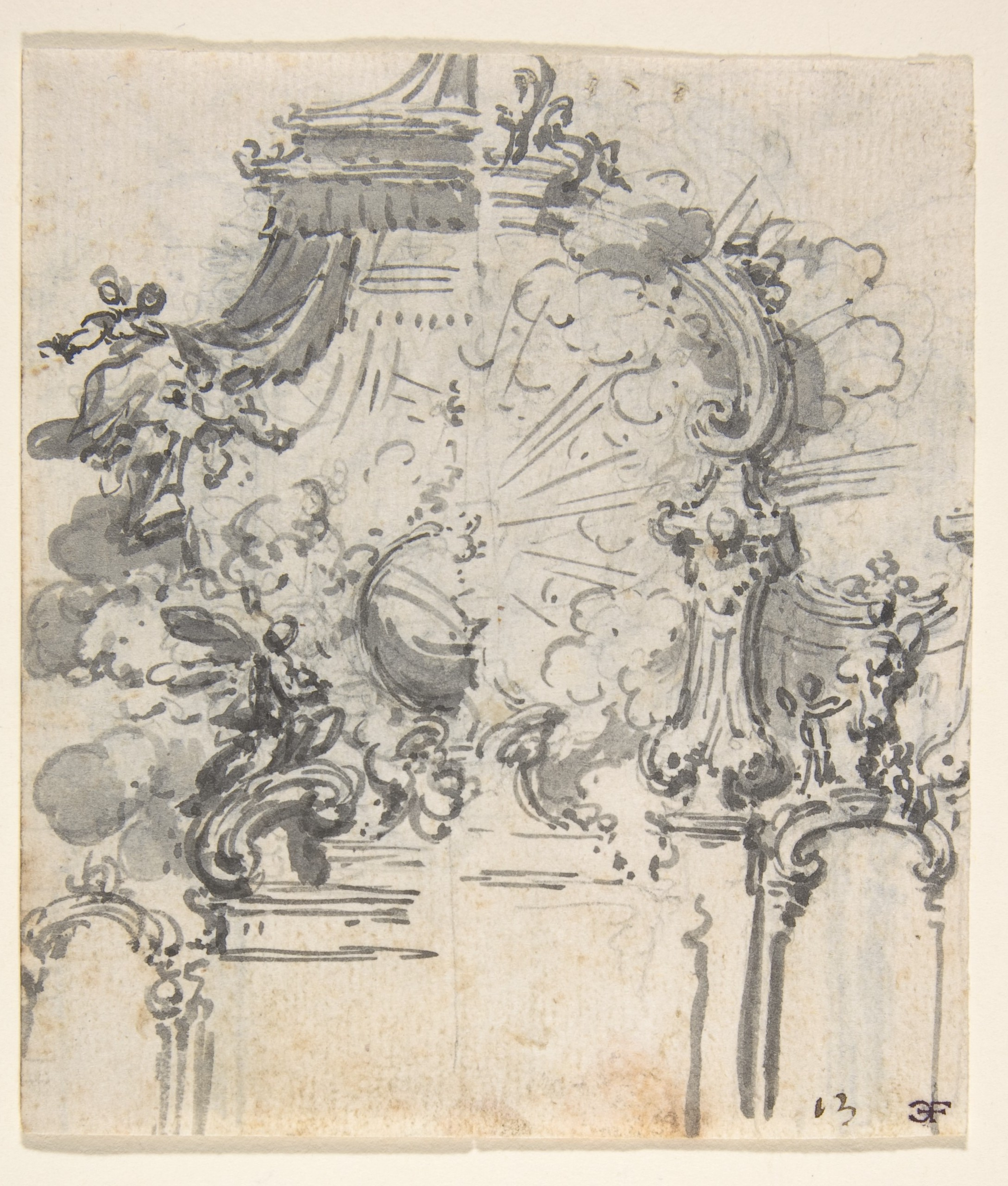
Рисунок орнамента. Между 1698 и 1765. Бумага, кисть, перо, тушь, коричневые чернила. Метрополитен-музей, Нью-Йорк
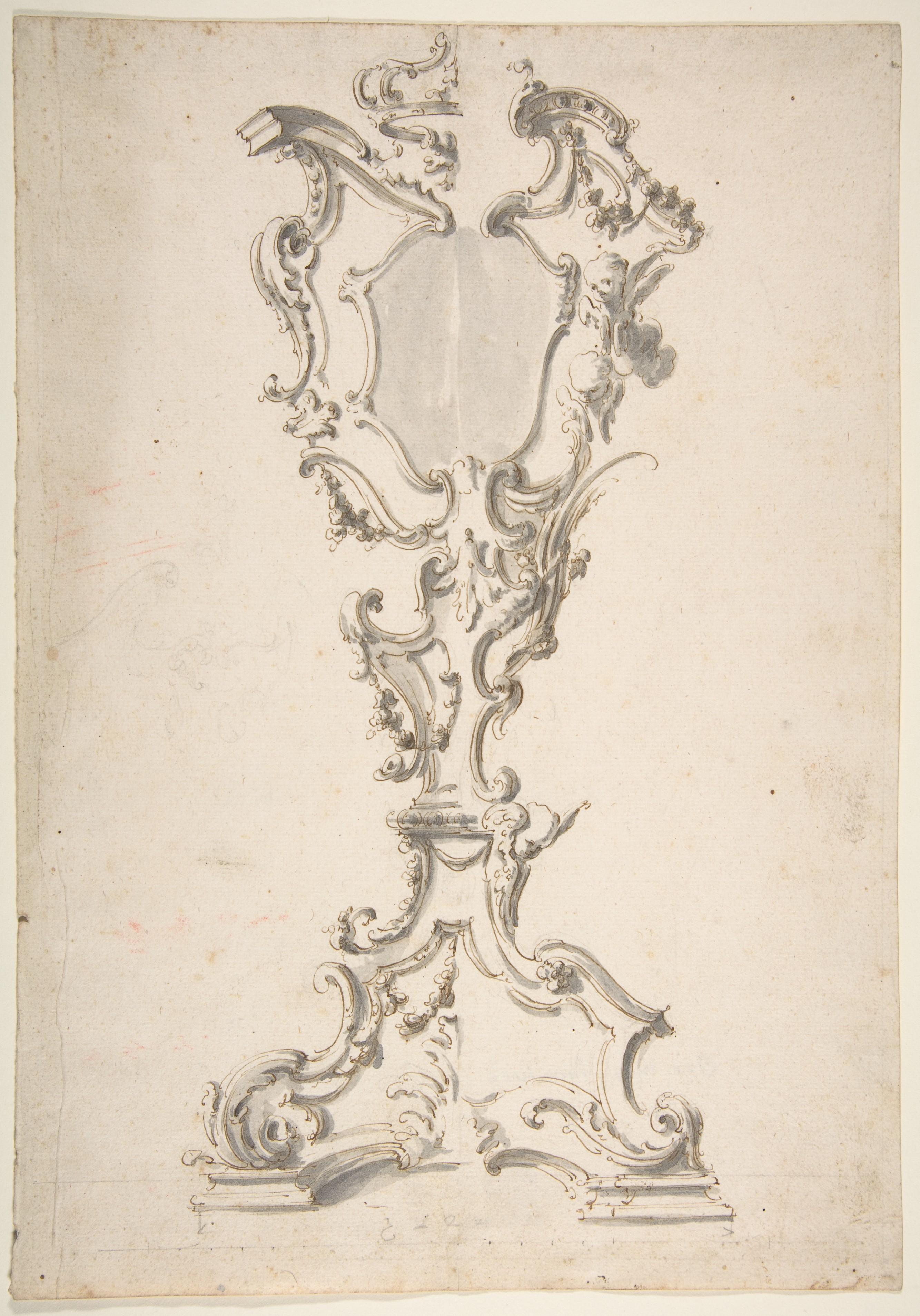
Два варианта зеркальной рамы. Между 1698 и 1765. Бумага, кисть, перо, тушь. Метрополитен-музей, Нью-Йорк